# CherryPy
CherryPy是一个面向对象的web应用框架，使用了Python编程语言。它设计用于web应用的快速开发，通过包裹HTTP协议，但停留在低层而不提供超出RFC 7231所定义的东西。
CherryPy自身可以是个web服务器，也可以通过任何WSGI兼容环境来启动它。它不处置用于输出呈现的模板或后端访问的任务。这个框架可以采用过滤器来扩展，它被调用于请求/响应处理的确定点上。

## Python化接口
这个项目创立者Remi Delon的目标之一，是使得CherryPy尽可能的体现Python原则。这允许开发者将这个框架同任何正规Python模块一样的使用，而忘记（从技术的角度）这个应用是用于web。
例如，常见的Hello World程序用CherryPy 3将写为如下：
```
import
 
cherrypy

class
 
HelloWorld
:

    
def
 
index
(
self
):

        
return
 
"Hello World!"

    
index
.
exposed
 
=
 
True

cherrypy
.
quickstart
(
HelloWorld
())

```

## 特征
CherryPy实现了：
- 遵循HTTP/1.1、WSGI的线程池的webserver[4]。典型的，CherryPy自身每页只用1–2ms[5][6]。
- 支持任何任何其他启用WSGI的web服务器或适配器，包括Apache、IIS、lighttpd、mod_python、FastCGI、SCGI和mod_wsgi。
- 一个原生的mod_python适配器。
- 多个HTTP服务器（就是有能力监听多个端口）[7]。
- 一个插件系统[8]，CherryPy插件挂钩到在服务器进程内的事件，服务器启动、服务器关闭、服务器退出等，用来执行在服务器启动和关闭时需要运行的代码。
- 内建工具用于缓存、编码、会话、授权、静态内容和其他。CherryPy工具挂钩到在请求处理内的事件。在CherryPy服务器收到一个请求的时候，它有一组特定的步骤要履行来处理这个请求。页面处理器只是这个处理的步骤之一。工具还提供语法和配置API来为特定集合的处理器而打开和关闭它们。
- 给开发者和部署者的一个配置系统[9][10][11]。CherryPy部署可配置于站点上、应用上和在控制器层面上，通过Python字典、配置文件和打开文件对象。
- 一个完全的测试套件用于核心功能和有关框架，可以用来测试CherryPy应用[12]。
- 内建剖析自从v2.1[13]、覆盖[14]和测试支持。

CherryPy不强制使用特定对象关系映射器（ORM）、模板语言或JavaScript库。

### 可用于CherryPy的模块
- Routes，一个Ruby on Rails的路由系统的Python重新实现，用于映射URL到控制器/行动和生成URL[15]。

#### 对象关系映射器
- SQLAlchemy，用于Python应用的一个数据库后端和ORM。
- SQLObject，一个流行的ORM用于提供到数据库的对象接口。支持很多常见数据库后端：包括在发行中的有MySQL、PostgreSQL、SQLite、Sybase SQL Server、MaxDB、Microsoft SQL Server和Firebird。
- Storm，Canonical公司的ORM。
- MongoEngine，用于连接到MongoDB的ODM[16]。

#### 模板语言
- Mako[17]，用Python写的模板库，可用于简单的CherryPy工具[18]。
- Cheetah，开源模板引擎和代码生成工具，用Python写成。
- CherryTemplate，CherryPy的模板语言。
- Genshi[19][20]，强力的XML模板引擎。
- Jinja，通用模板语言。CherryPy拥有使用Jinja模板的一个工具[21]。
- Kid，一个简单的模板语言，用于基于XML的用Python写的词汇表。

## 引用
1. ↑  .   [2021-03-12]. （原始内容存档于2018-12-15）.
2. ↑  . 2024年6月15日  [2025年2月2日].
3. ↑  . BitBucket.   [2015-02-21]. （原始内容存档于2017-07-15）.
4. ↑  .   [2021-03-12]. （原始内容存档于2021-05-14）.
5. ↑  .   [2009-09-23]. （原始内容存档于2016-03-03）.
6. ↑  How fast is CherryPy? 的存檔，存档日期2010-02-10.
7. ↑  .   [2009-09-23]. （原始内容存档于2016-03-03）.
8. ↑  Custom engine plugins with CherryPy 的存檔，存档日期2009-05-03.
9. ↑  Configuration system of CherryPy 的存檔，存档日期2009-06-26.
10. ↑  Configuration API of CherryPy 的存檔，存档日期2009-07-01.
11. ↑  .   [2021-03-12]. （原始内容存档于2010-08-18）.
12. ↑  How to test CherryPy itself 的存檔，存档日期2009-09-27.
13. ↑  Profiler module of CherryPy 的存檔，存档日期2010-02-09.
14. ↑  .   [2009-09-23]. （原始内容存档于2015-11-17）.
15. ↑  .   [2021-03-13]. （原始内容存档于2019-11-28）.
16. ↑  .   [2021-03-13]. （原始内容存档于2021-01-17）.
17. ↑  .   [2021-03-12]. （原始内容存档于2021-05-11）.
18. ↑  .   [2009-09-21]. （原始内容存档于2016-03-03）.
19. ↑  .   [2009-09-26]. （原始内容存档于2012-07-04）.
20. ↑  .   [2009-09-26]. （原始内容存档于2012-02-27）.
21. ↑  .   [2009-09-23]. （原始内容存档于2015-09-05）.